# La Tosca
La Tosca és una serra situada al municipi del Pont de Bar a la comarca de l'Alt Urgell, amb una elevació màxima de 1.481 metres.